# ペリー・メイスン (2020年のテレビドラマ)
『ペリー・メイスン』（原題: Perry Mason）は、2020年から放送されているアメリカ合衆国のテレビドラマシリーズ。大恐慌時代のロサンゼルスで活躍する弁護士ペリー・メイスンを描く。製作総指揮はティモシー・ヴァン・パタン、ロバート・ダウニー・Jrほか、出演はマシュー・リス、ジュリエット・ライランス、クリス・チョークなど。

## 概要
シーズン1は、2020年6月21日からHBOで放送が開始された。日本では2020年9月からスターチャンネルで日本語字幕・吹き替え版で初公開された。
シーズン2は、2023年3月6日に放送が開始された。日本ではU-NEXTで2024年3月8日に初公開された。

## あらすじ

### シーズン1
1931年、世界中が大恐慌に苦しむ中、石油産業と映画産業が隆盛を極めるロサンゼルスは繁栄する。そこに暮らす私立探偵のペリー・メイスンは、第一次世界大戦と離婚のトラウマに悩まされ落ちぶれている。ペリーの元に、友人の弁護士EB・ジョナサンを通してロサンゼルス中で注目されている乳児誘拐殺人事件の調査依頼が舞い込む。
当初、借金を抱えていた乳児の父親ドッドソンが偽装誘拐を疑われ、その実の父親で富豪のバガリーは息子の嫌疑を晴らすよう願う。刑事エニスが3人の誘拐犯を秘密裏に殺し、誘拐犯の1人ギャノンと不倫関係にあった乳児の母親エミリーが共犯と疑われて逮捕される。息子の嫌疑が晴れたバガリーはEBへの依頼を取り消す。世間はエミリーを糾弾する。誘拐犯殺人現場を発見した黒人警官のポール・ドレイクは、差別に苦しみながらもペリーに協力して真実を追求する。
地方検事バーンズはエミリーの追及を強め、過去のスキャンダルをバーンズに握られたEBは自殺する。バガリー、ドッドソンが属する"輝ける神の集い"教会のカリスマ指導者のシスター・アリスがエミリーを保釈させて保護し、乳児を復活させると宣言するが失敗に終わる。EBの秘書のデラ・ストリートはペリーを弁護士試験に合格させてエミリーを弁護させる。ペリーと助手のピート・ストリックランドは、ギャノンが不正会計を行っていた教会の元経理であり、その上司とエニスが知己であったことを知る。彼らが教会の債務を払うために誘拐を行ったと疑う。だがエニスの犯行を証明することはできず、陪審員の感情に訴えて審理無効に持ち込む。エニスは同僚刑事ホルコムに殺される。ペリーはポール、デラとともに弁護士事務所を開業する。

### シーズン2
エミリーは自殺し、ペリーは落ち込むもデラが民事裁判を引き受けて事務所を維持している。石油富豪ライデル・マカッチャンの息子ブルックスが殺される。地方検事になっていたハミルトン・バーガーと地方検事捕トマス・ミリガンは無職のメキシコ系であるガヤルド兄弟を強盗殺人容疑で逮捕し、差別感情に訴えて絞首刑を目指す。ペリーは久しぶりに刑事事件に戻り、兄弟を弁護する。デラがブルックスの残酷な性癖を訴えて、陪審員の「合理的な疑い」を掻き立てる。だがポール・ドレイクが凶器を発見し、兄弟は依頼による殺人を告白し、ペリーは証拠の銃を隠す。検事局に使われていたピート・ストリックランドがこれを見つけて報告し、ペリーは自身が証拠隠しで訴追される危機に立つ。デラは、ライデルが禁輸対象である日本に石油を密輸していたことを調べ上げる。ライデルのライバルである富豪のカミラ・ナイガードがブルックス殺人を兄弟に依頼し、性癖の写真をネタにハミルトンを脅迫していたことが分かる。ペリーは証拠隠しで4か月の収監を受け入れ、ハミルトンの写真のネガを取り戻して司法取引をし、兄弟を絞首刑から誘う。デラは新しい恋人アニタと暮らす。カミラとライデルはそれぞれFBIの捜査対象となる。ポールは黒人実業家に雇われる。

## キャスト

### メイン
- ペリー・メイスン
  - 演 - マシュー・リス、日本語吹替 - 桐本拓哉[6]
  - 私立探偵
- デラ・ストリート
  - 演 - ジュリエット・ライランス、日本語吹替 - 清水はる香[6]
  - EB・ジョナサンの秘書
- ポール・ドレイク
  - 演 - クリス・チョーク、日本語吹替 - 金城大和[6]
  - ロサンゼルス警察の黒人巡回警官
- ピート・ストリックランド
  - 演 - シェー・ウィガム、日本語吹替 - 駒谷昌男[6]
  - ペリー・メイスンの探偵仕事の助手
- シスター・アリス　(S1)
  - 演 - タチアナ・マスラニー、日本語吹替 - 斎藤恵理[6]
  - "輝ける神の集い"教団のカリスマ的指導者
- EB・ジョナサン(S1)
  - 演 - ジョン・リスゴー、日本語吹替 - 佐々木睦[6]
  - 弁護士
- ハミルトン・バーガー　(S1ではリカーリング)
  - 演 - ジャスティン・カーク
  - ロサンゼルス郡地方検事捕、S2では地方検事
- クララ・ドレイク  (S1ではリカーリング)
  - 演 - Diarra Kilpatrick
  - ポールの妻
- ユージーン・ホルコム  (S1ではリカーリング)
  - 演 - エリック・ラング（英語版）、日本語吹替 - 長谷川敦央
  - ロサンゼルス警察の刑事
- バージニア(ジニー)・エイムス (S2)
  - 演 - キャサリン・ウォーターストン
  - ペリーの息子テディの教師

### リカーリング
- ルーペ・ギブス
  - 演 - ヴェロニカ・ファルコン（英語版）
  - ペリーの恋人の飛行士
- ヘイゼル・プリストック
  - 演 - モリー・エフライム
  - デラの同宿人で恋人
- リンダ・メイスン
  - 演 - グレッチェン・モル
  - ペリーの別れた妻

#### シーズン1
- マシュー・ドッドソン
  - 演 - ネイサン・コードリー（英語版）、日本語吹替 - 松川裕輝[6]
  - 誘拐されたチャーリーの父、雑貨店主
- エミリー・ドッドソン
  - 演 - ゲイル・ランキン（英語版）、日本語吹替 - ニケライ・ファラナーゼ[6]
  - 誘拐されたチャーリーの母
- ジョージ・ギャノン
  - 演 - アーロン・スタンフォード
  - エミリーの不倫相手
- ハーマン・バガリー
  - 演 - ロバート・パトリック、日本語吹替 - 広瀬彰勇
  - マシュー・ドッドソンの実の父である富豪
- ジョー・エニス
  - 演 - アンドリュー・ハワード（英語版）、日本語吹替 - ボルケーノ太田[6]
  - ロサンゼルス警察の刑事
- メイナード・バーンズ
  - 演 - スティーヴン・ルート、日本語吹替 - 高岡瓶々[6]
  - ロサンゼルス郡地方検事
- フレッド・ライト
  - 演 - マット・フリューワー
  - エミリーの裁判の判事
- バーディ・マッキーガン
  - 演 - リリ・テイラー
  - シスター・アリスの母にして助言者
- アル・ハワード
  - 演 - アンドリュー・ディヴォフ
  - ジョージ・ギャノンが勤務したカジノのオーナー
- ヴァージル・シーツ
  - 演 - ジェファーソン・メイズ（英語版）
  - ロサンゼルス市の死体置き場の職員でペリーの友人

#### シーズン2
- ブルックス・マカッチャン
  - 演 - Tommy Dewey
  - 野球チームをロサンゼルスに誘致しようとする石油富豪の息子
- ライデル・マカッチャン
  - 演 - Paul Raci
  - 石油富豪でブルックスの父親
- エリザベス・マカッチャン
  - 演 - Kersti Bryan
  - ブルックスの妻
- マリオン・カン
  - 演 - Jee Young Han
  - ペリーの事務所の秘書
- サニー・グライス
  - 演 - ショーン・アスティン
  - ペリーが民事裁判で代理するスーパーマーケット店主
- アニタ・セントピエール
  - 演 - Jen Tullock
  - デラが出会う脚本家
- トマス・ミリガン
  - 演 - マーク・オブライエン
  - 地方検事捕
- ルイサ・ガヤルド
  - 演 - Onohoua Rodriguez
  - 殺人事件容疑者ガヤルド兄弟の叔母
- ラファエル・ガヤルド
  - 演 - Fabrizio Guido
  - ブルックス・マカッチャン殺人事件容疑者となる18歳のメキシコ系失業者
- マテオ・ガヤルド
  - 演 - Peter Mendoza
  - ブルックス・マカッチャン殺人事件容疑者となる18歳のメキシコ系失業者、ラファエルの兄
- ソフィア・ガヤルド
  - 演 - Stephanie Hoston
  - マテオの妻
- カミラ・ナイガード
  - 演 - ホープ・デイヴィス
  - ライデル・マカッチャンのライバルの石油富豪で社交家
- メルヴィル・フィプシー
  - 演 - ウォレス・ランガム
  - カミラの弁護士
- ノリーン・ローソン
  - 演 - Danielle Gross
  - ブルックスの元恋人
- モリス
  - 演 - Jon Chaffin
  - クララの兄、ポールの義兄
- ダーキン判事
  - 演 - トム・アマンデス
  - ブルックス・マカッチャン殺人事件の裁判官
- フランク・フィナティー
  - 演 - ジョン・ディマジオ
  - ライデル・マカッチャンが買収するラジオ・パーソナリティー

## エピソード

### シーズン1のエピソード
| 通算 話数 | シーズン 話数 | タイトル                             | 監督                           | 脚本                                                         | 放送日        | U.S.視聴者数 (百万人) |
| --- | ------------- | ------------------------------------ | ------------------------------ | ------------------------------------------------------------ | ------------- | --------------------- |
| 1 | 1             | "私立探偵" "Chapter 1"               | ティモシー・ヴァン・パタン     | ロリン・ジョーンズ ロン・フィッツジェラルド                  | 2020年6月21日 | 0.884                 |
| 1931年の年末のロサンゼルスで、私立探偵のペリー・メイスンは友人の弁護士EB・ジョナサンを通してハーマン・バガリーの依頼を受け、同じ教団に属するマシュー・ドッドソンの息子で、誘拐され瞼を縫われて殺されたチャーリーの事件を捜査する。ペリーは誘拐の状況と、雑貨屋店主の父親マシューが10万ドルもの身代金を払えたことを訝り、警察もマシューを疑う。ペリーは妻子と別れての生活に苦しんで酒に溺れ、俳優のスキャンダルでハリウッドの映画会社を強請って失敗する。エニス刑事は誘拐犯を訪ね、3人とも殺す。 |               |                                      |                                |                                                              |               |                       |
| 2 | 2             | "隠し事" "Chapter 2"                 | ティモシー・ヴァン・パタン     | ロリン・ジョーンズ&ロン・フィッツジェラルド                  | 2020年6月28日 | 0.799                 |
| ホルコム刑事、エニス刑事、そしてバーンズ地方検事はマシューに賭博で大きな借金があり、身代金を実の父バガリーからせしめたと疑う。エニスがでっち上げた証拠でマシューを逮捕する。バガリーはマシューが自分の私生児であることを認める。黒人巡回警官のポール・ドレイクはエニスが殺した誘拐犯二人の死体を見つけ、三人目が屋上から落ちたことを示す血痕を見つけるが死体は見あたらない。ポールはホルコムとエニスに脅され、報告書から三人目に関する記述を消す。ペリーはマシューの妻エミリーの不倫相手のジョージ・ギャノンの家に行くが、ギャノンは銃で自殺し大金が燃やされ、エミリーとの恋文が残されている。警察はペリーから恋文の証拠を渡され、エミリーはギャノンと共謀してチャーリーを殺したと疑う。ドッドソン家の通う"輝ける神の集い"教会でシスター・アリスがチャーリーの葬儀を取り仕切った後、エミリーを逮捕する。ペリーは、戦場で多くの戦友を安楽死させたことを回想する。                                                                     |               |                                      |                                |                                                              |               |                       |
| 3 | 3             | "罪状認否" "Chapter 3"               | ティモシー・ヴァン・パタン     | ロリン・ジョーンズ&ロン・フィッツジェラルド                  | 2020年7月5日  | 0.950                 |
| バーンズはエミリーがギャノンと共謀してチャーリーを誘拐して殺し、ギャノンが誘拐犯仲間の二人を殺したという筋書きで立件する。エミリーの罪状認否で、判事はバーンズの要求通り2万5千ドルと高額の保釈金を設定する。マシューが釈放されたため、バガリーはEBへの弁護依頼を打ち切り、エミリーは保釈されない。ペリーの捜査の助手をするピート・ストリックランドは、"輝ける神の集い"教会の聖歌隊の一員であるギャノンが、かつてカジノに勤務していたことを突き止める。カジノのオーナーは、ギャノンが宗教上の理由で辞めたと話す。ペリーはギャノンがはめられたと疑い、誘拐犯の死体を見つけたポールと話そうとするが、エニス刑事に脅されたポールは沈黙する。ポールが犯行現場で見つけて密かにペリーに渡した義歯は、ギャノンの死体と一致する。ジョナサンの秘書のデラ・ストリートは、エニスとホルコムが暴力的にエミリーを尋問している現場を見る。シスター・アリスは教会での宗教劇の最中に倒れ、目覚めたのちに神がチャーリーを復活させることを命じたと話す。 |               |                                      |                                |                                                              |               |                       |
| 4 | 4             | "第４の男" "Chapter 4"               | デニズ・ガムゼ・エルギュヴェン | Steven Hanna&Sarah Kelly Kaplan                              | 2020年7月12日 | 0.711                 |
| バガリーと他の教団支援者たちはシスター・アリスの発言の撤回を求めるが、アリスはエミリーの無実を強調する。ペリーとピートは、ギャノンの死体を死体置き場から盗み出してゴルフ場に捨て、司法解剖をさせてギャノンが自殺でない結果を得る。二人は第4の犯人を捜し、エニス刑事との関係を見つける。マシューは検察側の証人となる。巨額の借金を抱えるEBはエミリーの保釈金を工面できず、解剖結果を見せてバーンズに起訴取り下げを求めるも過去の基金流用をめぐって弁護士資格を剥奪させると脅される。落胆したEBは自殺する。 |               |                                      |                                |                                                              |               |                       |
| 5 | 5             | "正義の誓い" "Chapter 5"             | デニズ・ガムゼ・エルギュヴェン | Eleanor Burgess                                              | 2020年7月19日 | 0.884                 |
| デラとペリーはEBの自殺を自然死に偽装する。遺体を北カリフォルニアに住む疎遠な息子に渡したのち、メイソンは別れた妻と息子に会いに行く。シスター・アリスは教団の資金を使って保釈金を払いエミリーを引き取るが、教団内に分裂を生む。ピートはエニスを捜査し続ける。デラはバーンズにつながるエミリーの後任弁護士の代わりを探すが、不利な状況が嫌われる。デラはペリーがEBの助手であった書類を偽造し、ペリーに弁護士試験を受けさせ、バーンズの後釜を狙う地方検事捕ハミルトン・バーガーの助けで合格させる。 |               |                                      |                                |                                                              |               |                       |
| 6 | 6             | "弁護士ペリー・メイソン" "Chapter 6" | デニズ・ガムゼ・エルギュヴェン | Kevin J. Hynes                                               | 2020年7月26日 | 0.959                 |
| ペリーを弁護士として裁判が始まり、バーンズが証人として召喚したホテルのマネージャーは、エミリーとギャノンがチャーリーを隣室において逢引きをしていたと証言し、陪審員たちはエミリーに反感を持つ。ペリーはポールを法廷に召喚するが、約束を守り義歯のことを持ち出さない。のちにポールは、上司に逆い義歯を証拠とするための封筒をペリーに渡すが、裁判長が却下する。バーンズの最後の証人である看守は、エミリーがチャーリーを殺したと聞いたと偽証する。ピートはギャノンが教団の金を自分の住所の幽霊会社に送っていた証拠を見つけ、デンバーに行ってエニスやギャノンが教団幹部のサイデルと関係があったことを知る。デラは教団とバガリーの行った怪しい取引にジム・ヒックスという人物がかかわることを発見し、メイソンが訪ねていく。 |               |                                      |                                |                                                              |               |                       |
| 7 | 7             | "死の真相" "Chapter 7"               | ティモシー・ヴァン・パタン     | Howard Korder                                                | 2020年8月2日  | 1.038                 |
| かつて教団の経理だったヒックスは、後任のギャノンとバガリーとサイデルが教団の巨額の負債を隠す不正経理に手を染め、負債がちょうどチャーリーの身代金と同額であると法廷で証言し、証拠となる帳簿を提出する。ピートはサイデルを尾行するが見失い、エニスがサイデルを殺す。ポールとペリーの捜査で、エニスがチャーリーに授乳するために、麻薬中毒の中国人の売春婦を雇い、後に売春婦は死んだことがわかる。汚染された母乳によりチャーリーが死んだと推測する。シスター・アリスはチャーリーを復活させる儀式を行うが失敗し、母のバーディは別の幼児を用意してチャーリーであると主張する。幻滅したシスター・アリスは逃げ出す。ペリーが財産税を滞納した土地を、ペリーのガールフレンドが競売で落札する。 |               |                                      |                                |                                                              |               |                       |
| 8 | 8             | "最終弁論" "Chapter 8"               | ティモシー・ヴァン・パタン     | ロリン・ジョーンズ&ロン・フィッツジェラルド & Kevin J. Hynes | 2020年8月9日  | 1.115                 |
| デラとペリーはハミルトンの助言に反してエミリーを証言台に立たせる。最終弁論でペリーは真理の追及を控え、子を失った母であるエミリーの悲しみを訴える。陪審員は評決に達せず、審理は無効となってエミリーは無罪となる。ピートが陪審員の一人を買収していたが、他にも無罪を主張する陪審員が二人いたことがわかる。ピートはハミルトンの調査員となる。シスター・アリスは失踪する。ホルコムはエニスを殺す。エミリーはハミルトンの用意した幼児を養子にし、ハミルトンが新たに始めた教団に加わる。メイソンはEBの事務所で弁護士業を始め、弁護士を目指すデラを秘書とし、警察を辞職したポールを調査員とする。ペリーはウェイトレスをするシスター・アリスに再会する。 |               |                                      |                                |                                                              |               |                       |

### シーズン2のエピソード
| 通算 話数 | シーズン 話数 | タイトル                                | 監督                     | 脚本                                    | 放送日        | U.S.視聴者数 (百万人) |
| --- | ------------- | --------------------------------------- | ------------------------ | --------------------------------------- | ------------- | --------------------- |
| 9 | 1             | "民事裁判" "Chapter Nine"               | フェルナンド・コインブラ | ジャック・アミエル & マイケル・ベグラー | 2023年3月6日  | 0.372                 |
| 1933年、エミリーは自殺し、農場はルーペに売り、ペリーは目的を失っている。デラは秘書マリオン・カンを新たに雇い、スーパーマーケット経営者グライスの件など民事裁判を引き受けて弁護士事務所を維持する。仕事にあぶれて義兄の家に同居するポールは、ピートの依頼で黒人実業家パーキンスを調査する。石油富豪の息子のブルックス・マカッチャンはロサンゼルスに野球チームを誘致しようとし、客船ラクス号で火事を起こさせる。ブルックスは射殺される。 |               |                                         |                          |                                         |               |                       |
| 10 | 2             | "ガヤルド兄弟の逮捕" "Chapter Ten"      | フェルナンド・コインブラ | ジャック・アミエル & マイケル・ベグラー | 2023年3月13日 | N/A                   |
| 地方検事となったハミルトン・バーガーは地方検事捕のトマス・ミリガンとともに、メキシコ系の失業者のラファエル・ガヤルドとマテオの兄弟をブルックス・マカッチャン殺人犯として逮捕する。兄弟の叔母のルイサが弁護を依頼しに来る。ペリーは断るも密かに証拠品を調査し、拘置所で兄弟に面会する。デラもまた事件が気になり、ホームレスの住むフーバービルにガヤルド家を訪ねる。ポールは、ピートが地方検事局のために働き、怪しいところのないパーキンスが逮捕させたと知って憤る。デラは偶然出会ったアニタとデートに出かける。ペリーとデラはガヤルド兄弟の弁護を引き受け、グライスの顧問となることで弁護費用を賄い、ポールを雇う。ブルックスが船の所有と破産を繰り返していたことを知る。ペリーとポールはブルックス所有のギャンブル船モロッコ号に潜入するも、ホルコム刑事に妨害される。                                                               |               |                                         |                          |                                         |               |                       |
| 11 | 3             | "凶器" "Chapter Eleven"                 | ジェシカ・ラウリー       | ジャック・アミエル & マイケル・ベグラー | 2023年3月20日 | 0.299                 |
| 裁判が始まり、検察側のトマス・ミリガンはメキシコ系への差別感情を煽り、ペリーは調査に必要な時間を確保しようとする。ガヤルド兄弟は拘置所で差別に遭う。ペリーとデラはマカッチャン家のライバルの石油富豪カミラ・ナイガードに助けを求める。ペリーはブルックスの元恋人であるノリーン・ローソンを療養施設に訪ねる。ポールは兄弟の行動を探り、フーバービルの銃貸出屋が犯行日に兄弟に貸した銃の線条痕が、ブルックス殺害の凶器に合致することを知る。ライデルはペリーに会い、息子の人生の暗部を暴かないよう求める。 |               |                                         |                          |                                         |               |                       |
| 12 | 4             | "ポールの重大な発見" "Chapter Twelve"   | ジェシカ・ラウリー       | ジャック・アミエル & マイケル・ベグラー | 2023年3月27日 | 0.333                 |
| ライデルは新聞に加え、ラジオ・パーソナリティーのフィナティーに依頼してペリーを番組で攻撃させる。デラはエミリーの自殺を知って落ち込み、アニタに慰められる。ホルコムはモロッコ号のことを嗅ぎまわる。ガヤルド兄弟はポールが見つけた凶器の銃を突き付けられて罪を認め、ペリーはトマスとハミルトンに司法取引を求めるも断られる。ペリーは息子テディの教師エイムスと親しくなる。ポールは兄弟の話に不審を持つ。マテオの妻ソフィアは、夫が隠した大金を見つける。 |               |                                         |                          |                                         |               |                       |
| 13 | 5             | "裁判の争" "Chapter Thirteen"           | マリアリー・リバス       | Niko Gutierrez-Kovner                   | 2023年4月3日  | 0.309                 |
| ポールはノリーン・ローソンの兄で市会議員のヴィンセント・テイラーに会うが何も教えられない。ハミルトンはガヤルド兄弟を終身刑に減刑する司法取引を突然に提案するが、兄弟は断る。兄弟は、ブルックスの野球場を建てるために自分たちの家が取り壊され、妹が死んだとペリーに話し、仲介人のオジー・ジャクソンにブルックス殺人を依頼されたと告白する。ペリーは法廷で、現場に残されたマテオの指紋が偽造されたものであると証明する。ポールはオジーがパーキンスの手下であると知る。オジーが殺人依頼金から上納金を払ってないとパーキンスに話し、その目の前でオジーを拷問することを強いられる。オジーはかつてヘロインを打った女の夫に殺人を依頼されたと吐く。 |               |                                         |                          |                                         |               |                       |
| 14 | 6             | "ホルコムへの召喚状" "Chapter Fourteen" | マリアリー・リバス       | Elizabeth Baxa                          | 2023年4月10日 | 0.324                 |
| トマスの指図でピートがペリーの自宅に侵入して脅す。ペリーに法廷証人として呼ばれたホルコムは、副業の秘密を守るために協力を申し出る。ペリーとデラは"合理的な疑い"を掻き立てるため、ノリーンの兄ヴィンセントを証人として呼ぶ。デラはホルコムの入手した療養所の記録を使い、ブルックスがノリーンの首を絞めて脳の損傷を招いたと論証する。ホルコムはペリーに、ライデルが隠すブルックスのさらなる秘密の手掛かりを教える。無罪への望みが出て興奮したラファエルは看守ともめる。何者かが、凶器の銃がペリーの事務所の金庫に隠されているとトマスに教え、裁判官が同行して金庫から銃を没収し、ペリーは弁護士資格喪失だけでなく訴追される危機に立たされる。ペリーはエイムスの密告を疑う。デラはカミラに気に入られ、アニタの家に引っ越す。ポールは義兄のモリスに頼み、オジーへの依頼者を見張る。                                                       |               |                                         |                          |                                         |               |                       |
| 15 | 7             | "変心" "Chapter Fifteen"                | ニーナ・ロペス＝コラード | Mauricio Katz & Pedro Peirano           | 2023年4月17日 | 0.455                 |
| ピートはトマスの依頼で自分が事務所の金庫を破ったとペリーに告白する。ペリーは裁判に勝ち訴追を逃れるため、ピートに協力を求める。ペリーとピートは、石油が禁輸対象である日本行きのライデルの貨物船に乗り込み、農産物を密かに捨てて石油を積み込んでいる場面を目撃する。カミラはライデルに忠告するも侮辱で返される。デラは友人としてハミルトンと話し、ホモセクシュアルの性癖を暴露すると脅されて司法取引を提案したと打ち明けられる。ライデルは、石油の密輸をめぐる息子ブルックスとの口論を思い出す。デラは、ライデルの船から捨てられた農産物を拾って売った件で、ブルックスがやはり殺された取引相手と共に、大陪審に召喚されていたことを知る。ペリーはライデルが息子を殺させたと疑うも否定される。ポールは妻クララと共に見張りを続けて怪しい車を尾行し、カミラの弁護士フィプスの屋敷に着き、フィプスの妻が薬物中毒で倒れるところを目撃する。 |               |                                         |                          |                                         |               |                       |
| 16 | 8             | "宣告" "Chapter Sixteen"                | ニーナ・ロペス＝コラード | マイケル・ベグラー                      | 2023年4月24日 | 0.443                 |
| ペリーは証拠隠しで4か月の収監を受け入れるかわりに兄弟の弁護を続ける。オジーにブルックス殺しを依頼したとフィプスを責めて、カミラが撮らせたハミルトンの証拠写真を取り戻す。検察側に有利な形で最終公判は終わるが、ハミルトンと司法取引を結んでラファエルを釈放させ、マテオだけを30年の刑にする。デラはカミラをFBIに通報する。ライデルはFBIの訴追を恐れて日本に残る。ポールは黒人居住地の開発を進めるパーキンスに雇われる。ペリーは収監される。 |               |                                         |                          |                                         |               |                       |

## 製作
2016年8月15日、HBOが本作を開発中であることが報じられた。2019年1月14日、HBOが本作をリミテッドシリーズとして発注したことが発表された。2020年7月22日、HBOが本作をレギュラーシリーズ化し、シーズン2へ更新したことが明らかになった。

### 批評
本作は批評家から好意的な評価を受けている。シーズン1は批評集積サイトのRotten Tomatoesに81件のレビューがあり、批評家支持率は77%、平均点は10点満点で7.4点となっている。また、Metacriticには41件のレビューがあり、加重平均値は79/100となっている。